# Flaga Oranii
Flaga Oranii, Wolnego Państwa Oranii (niderl. Vlag van Oranje Vrijstaat, afr. Vlag van Oranje Vrystaat, ang. Flag of the Orange Free State) – flaga Wolnego Państwa Oranii istniejącego w latach 1854–1902 została zaprojektowana w 1856 i oficjalnie zaadaptowana 23 lutego 1857 na trzecią rocznicę istnienia republiki.